# Lambchop
Lambchop (engl.: Lammkotelett) ist eine US-amerikanische Rockband aus Nashville, Tennessee. Die Band ist ein bis zu 18-köpfiges Kollektiv um den ehemaligen Parkettleger Kurt Wagner (* 1958), der sowohl die Texte als auch die Musik schreibt und mit seiner leicht rauchigen Stimme den Sound der Band prägt.

## Geschichte
Lambchop ging 1993 aus der Band Posterchild hervor, die 1986 von den ehemaligen Schulfreunden Wagner, Jim Watkins (Gitarre) und Marc Trovillion (Bass) gegründet wurde.  Die Musik zeichnet sich durch einen gewissen Minimalismus aus, d. h. durch sparsame Instrumentierung und eine ruhige, zurückgenommene Handhabung, die von Fans gerne als „sanfte Eleganz“ bezeichnet wird. In Europa sind die Platten von Lambchop beim Label City Slang erschienen.
Bei der Veröffentlichung ihres 2008er Albums OH (Ohio) gingen die Gruppe und ihr Label einen ungewöhnlichen Weg: Die CD lag samt Hülle und Booklet der Oktober-Ausgabe des Magazins Rolling Stone bei, dessen Preis dafür nur geringfügig erhöht wurde. Die Aktion stieß allerdings auch auf Kritik: Zwei große Handelsketten nahmen sie zum Anlass, Lambchop-Alben aus ihren Regalen zu verbannen.
Eine Reihe von Konzertmitschnitten wurde von der Band ausschließlich auf Konzerten als Tour Only-CDs unter den anwesenden Zuhörern verkauft und später in der limitierten Tour Box zusammen mit zwei weiteren Konzertaufnahmen auf DVD wiederveröffentlicht (2010). 
Das von den Kritikern hochgelobte Album Mr. M wurde stark durch den Suizid Vic Chesnutts, der Freund und Mentor Kurt Wagners war, geprägt. Wagner malte das Covermotiv und die Illustrationen des Booklets in einer musikalischen Schaffenspause.
Seit FLOTUS (For Love Often Turns Us Still) nähert sich Lambchop stärker der elektronischen Musik an, so kommt neben Synthesizern und Drumcomputern auch Auto-Tune zum Einsatz.

## Diskografie

### Studioalben
| Jahr | Titel                                    | Höchstplatzierung, Gesamtwochen, AuszeichnungChartplatzierungen (Jahr, Titel, Platzierungen, Wochen, Auszeichnungen, Anmerkungen) | Höchstplatzierung, Gesamtwochen, AuszeichnungChartplatzierungen (Jahr, Titel, Platzierungen, Wochen, Auszeichnungen, Anmerkungen) | Höchstplatzierung, Gesamtwochen, AuszeichnungChartplatzierungen (Jahr, Titel, Platzierungen, Wochen, Auszeichnungen, Anmerkungen) | Höchstplatzierung, Gesamtwochen, AuszeichnungChartplatzierungen (Jahr, Titel, Platzierungen, Wochen, Auszeichnungen, Anmerkungen) | Anmerkungen | [↑]: gemeinsam behandelt mit vorhergehendem Eintrag; [←]: in beiden Charts platziert |
| Jahr | Titel                                    | DE | AT | CH | UK | Anmerkungen |                                                                                      |
| ---- | ---------------------------------------- | --- | --- | --- | --- | --- | ------------------------------------------------------------------------------------ |
| 1994 | I Hope You’re Sitting Down               | — | — | — | — | Erstveröffentlichung: 17. Februar 1995                                                                              |                                                                                      |
| 1996 | How I Quit Smoking                       | — | — | — | — | Erstveröffentlichung: 30. Januar 1996                                                                               |                                                                                      |
| 1997 | Thriller                                 | — | — | — | — | Erstveröffentlichung: 7. April 1997                                                                                 |                                                                                      |
| 1998 | What Another Man Spills                  | — | — | — | — | Erstveröffentlichung: 4. September 1998                                                                             |                                                                                      |
| 2000 | Nixon                                    | — | — | — | UK60 (1 Wo.)UK | Erstveröffentlichung: 1. Januar 2000                                                                                |                                                                                      |
| 2002 | Is a Woman                               | DE43 (5 Wo.)DE | — | — | UK38 (2 Wo.)UK | Erstveröffentlichung: 18. Februar 2002                                                                              |                                                                                      |
| 2004 | Aw C’mon                                 | DE26 (5 Wo.)DE | AT34 (5 Wo.)AT | CH83 (2 Wo.)CH | UK45 (2 Wo.)UK | Erstveröffentlichung: 9. Februar 2004 einzeln und als Box-Set mit No You C’mon                                      |                                                                                      |
| 2004 | No You C’mon[DE: ↑][AT: ↑][CH: ↑][UK: ↑] | DE26 (5 Wo.)DE | AT34 (5 Wo.)AT | CH83 (2 Wo.)CH | UK45 (2 Wo.)UK | Erstveröffentlichung: 9. Februar 2004 einzeln und als Box-Set mit Aw C’mon                                          |                                                                                      |
| 2006 | Damaged                                  | DE39 (2 Wo.)DE | AT60 (2 Wo.)AT | — | UK43 (1 Wo.)UK | Erstveröffentlichung: 14. August 2006                                                                               |                                                                                      |
| 2008 | OH (Ohio)                                | — | AT74 (2 Wo.)AT | — | UK100 (1 Wo.)UK | Erstveröffentlichung: 6. Oktober 2008                                                                               |                                                                                      |
| 2012 | Mr. M                                    | DE23 (3 Wo.)DE | AT25 (2 Wo.)AT | CH34 (3 Wo.)CH | UK42 (2 Wo.)UK | Erstveröffentlichung: 21. Februar 2012                                                                              |                                                                                      |
| 2016 | FLOTUS                                   | DE66 (1 Wo.)DE | AT70 (1 Wo.)AT | CH71 (1 Wo.)CH | UK51 (1 Wo.)UK | Erstveröffentlichung: 4. November 2016                                                                              |                                                                                      |
| 2019 | This (Is What I Wanted to Tell You)      | DE55 (1 Wo.)DE | AT64 (1 Wo.)AT | CH54 (1 Wo.)CH | — | Erstveröffentlichung: 22. März 2019                                                                                 |                                                                                      |
| 2020 | Trip                                     | — | — | CH99 (1 Wo.)CH | — | Erstveröffentlichung: 13. November 2020; enthält ausschließlich Coverversionen von Jeff Tweedy, Stevie Wonder u. a. |                                                                                      |
| 2021 | Showtunes                                | DE75 (1 Wo.)DE | — | — | — | Erstveröffentlichung: 21. Mai 2021                                                                                  |                                                                                      |
| 2022 | The Bible                                | DE78 (1 Wo.)DE | — | CH78 (1 Wo.)CH | — | Erstveröffentlichung: 30. September 2022                                                                            |                                                                                      |

### Kompilationen
- 2001: Tools in the Dryer
- 2006: The Decline of the Country and Western Civilization (1993–1999)
- 2006: The Decline of Country and Western Civilization, Part 2: The Woodwind Years
- 2010: Broken Hearts & Dirty Windows: Songs of John Prine
- 2011: Turd Goes Back: Essential Tracks from Secret Secret Sourpuss & Big Tussie

### Weitere Alben
- 1996: Hank (EP)
- 2000: The Queens Royal Trimma (Livealbum; Tour Only)
- 2001: Treasure Chest of the Enemy (Livealbum; Tour Only)
- 2002: Pet Sounds Sucks (Livealbum; Tour Only)
- 2003: Mono (Livealbum; Tour Only)
- 2004: Nashville Does Dallas (Livealbum; Tour Only)
- 2004: Boo Fucking Who? (Livealbum; Tour Only)
- 2005: CoLab (Kollaboration mit Hands Off Cuba)
- 2006: Succulence (Livealbum; Tour Only)
- 2006: No Such Silence (DVD)
- 2008: Rainer on My Parade (Livealbum; Tour Only)
- 2008: Merge XX (DVD)
- 2009: Live at XX Merge (Livealbum)
- 2012: Democracy (Demos)
- 2017: Live at the Shanghai Symphony Chamber Hall 2016
- 2018: Lambchop .4 (Demos)

### Singles
| Jahr | Titel Album          | Höchstplatzierung, Gesamtwochen, AuszeichnungChartsChartplatzierungen (Jahr, Titel, Album, Platzierungen, Wochen, Auszeichnungen, Anmerkungen) | Anmerkungen                        |
| Jahr | Titel Album          | UK | Anmerkungen                        |
| ---- | -------------------- | --- | ---------------------------------- |
| 2000 | Up with People Nixon | UK66 (2 Wo.)UK | Erstveröffentlichung: 12. Mai 2000 |

### Videoalben
- 2007: No Such Silence